# Maniacal Laughter
Maniacal Laughter è il secondo album della band pop punk Bouncing Souls. Edito inizialmente dalla BYO Records, è stato ripubblicato nel 2001 dalla Chunksaah Records, etichetta di proprietà della stessa band.

## Tracce
1. Lamar Vannoy – 3:04
2. No Rules – 1:10
3. The Freaks, Nerds, and Romantics – 2:32
4. Argyle – 2:35
5. All of This and Nothing – 0:55
6. The BMX Song – 1:57
7. Quick Check Girl – 2:52
8. Headlights Ditch – 0:43
9. Here We Go – 1:58
10. Born to Lose – 2:07
11. Moon Over Asbury – 1:45
12. The Ballad of Johnny X

## Formazione
- Greg Attonito – voce
- Pete Steinkopf – chitarra
- Bryan Keinlen – basso
- Shal Khichi – batteria